# Odhise Paskali

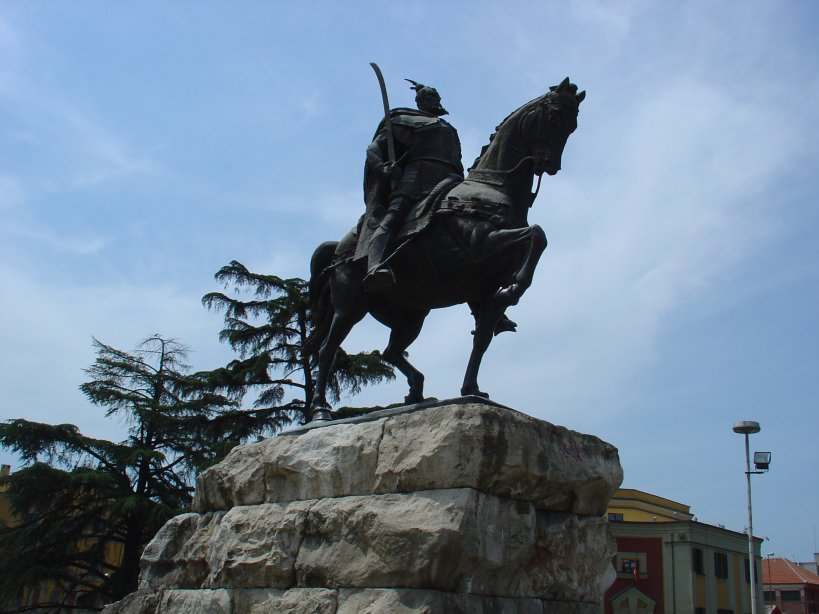
Estatua de Skanderbeg en la Plaza Skanderbeges, obra de Odhise Paskali junto a Andrea Mana y Janaq Paço

Odhise Paskali (Kozani, 22 de diciembre de 1903 - Përmet, 13 de septiembre de 1985) fue un escultor, poeta y académico albanés, ampliamente reconocido como el fundador de la escultura monumental en Albania. 

## Biografía

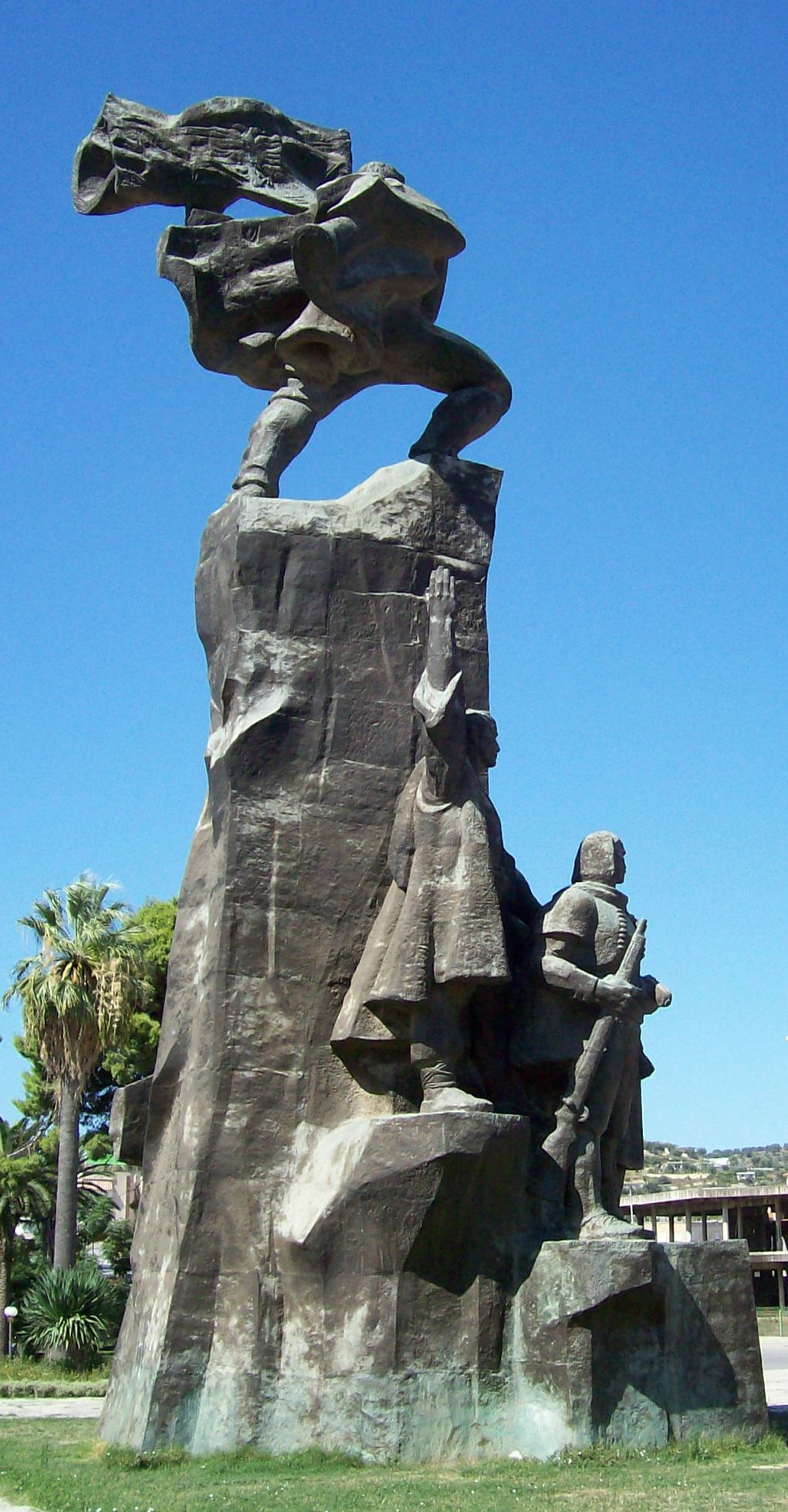
Obra de Paskali, monumento en el centro de Vlorë

En 1906 su familia se trasladó desde Përmet a la ciudad griega de Kozani, donde se graduó Odhise de la escuela primaria griega. En la década de 1920 se fue a Italia, donde se graduó de la escuela secundaria y comenzó sus estudios de literatura y filosofía en la Regia Università di Torino en Turín. Allí comenzó a dedicarse a su pasión artística, el estudio de la escultura bajo la dirección de Edouardo Rubino. En 1924, en una exposición en Turín, fue galardonado por la escultura Głodujący (Hambre) y por el retrato de Avniego Rustemiego.
En 1927 se graduó en Italia. La primera escultura que realizó tras su regreso a casa fue un busto de Beethoven, cuyas obras le fascinaron durante su estancia en Italia.
En 1931 Paskali pertenecía a un grupo de promotores de la asociación Amigos del Arte (en albanés Miqte e Artit), que se ocupa de la organización nacional de exposiciones de arte en las ciudades de Albania. El 21 de mayo de 1931 y por iniciativa de la asociación, inauguró su primera exposición de arte figurativo en Albania 
En 1932 creó su primera obra monumental Luftëtari Kombëtar (Guerrero Nacional) que estaba en el centro Korçë y Flamurtari (Abanderado), que es hoy el símbolo de la ciudad de Vlorë.
La década de 1930 está sembrada por grandes obras de Paskali, entre ellas las de los activistas de los monumentos nacionales (Themistokli Gërmenji, Çerçiz Topulli, Abdyl Frashëri), así como dos monumentos Skanderbeg, uno de los cuales estaba en el centro de Kukës . En 1934 se instaló definitivamente en Tirana.
Después de completar el Monumento a Abdyla Frashëriego, que fue inaugurado en Prizren en el año 1940, vino una etapa de poca actividad creadora para Odhise Paskali. La actividad regresó en 1948, con una serie de monumentos conmemorativos de la Guerrilla Comunista (Misto Mame, Vojo Kushi). También fue coautor de la decoración del  monumento Skanderbeg en el centro de Tirana, y el autor del monumento del Libertador del Partido que se encontraba a varios cientos de metros del anterior. Dejó alrededor de 523 obras. Algunas de ellas son utilizadas hoy en día en la emisión de billetes y valores.
Entre 1947-1953 trabajó como profesor en la escuela de arte en Tirana. En 1951 formó parte de la delegación de artistas albaneses que podría recibir el honor de ir a la URSS. Seis años más tarde, se convirtió en el director de la Galería Nacional en Tirana. Recibió la Orden de Naima Frashëriego I, y el título de escultor del pueblo (en albanés Skulptor Popullit).
En 1985 se publicaron sus memorias Rastros de la vida (Alb. Gjurme Jete). En 2005, y conmemorando el 20 aniversario de la muerte de Odhise Paskali, su hija Floriana publicó un volumen sobre su padre titulado Para Paskali de Paskali (Për Paskali nga Paskali).

## Algunas de sus obras
- "I urituri", - Tengo hambre
- "KETI",
- "Malesori",
- "Lufëtari Kombëtar", - Guerrero Nacional
- "Themistokli Gërmenji", en Korçë;
- "Ushtari i panjohur", Soldado desconocido
- "Naum Veqilharxhi", busto en el bronx , en Korçë;
- "Partizani fitimtar" - El Arsenal victorioso (Mauthausen, Austria) 1968;
- Monumenti i Skënderbeut (Skanderbeg) en Tirana (obra colectiva- ver imagen);
- "Naim Frashëri"
- "Jeronim De Rada" (Girolamo de Rada)
- "Vojo Kushi"
- "Fan Noli"
- "Onufri"
- "Ahmet Zogu"
- "Enver Hoxha"
- "Çerçiz Topulli"
- "Zef Skirò" (Giuseppe Schirò)
- "Pashko Vasa"
- "Migjeni"
- "Isa Boletini"
- "Idriz Seferi"